# بن جواد
بن جواد (به عربی: بن جواد) یک شهر در لیبی است که در استان سرت واقع شده‌است. بن جواد ۸٬۴۸۸ نفر جمعیت دارد و ۱۰ متر بالاتر از سطح دریا واقع شده‌است.